# Catocala lemmeri
Catocala lemmeri är en fjärilsart som beskrevs av Mayfield 1923. Catocala lemmeri ingår i släktet Catocala och familjen nattflyn. Inga underarter finns listade i Catalogue of Life.